# Estrilda astrild
La estrilda común o  pico de coral común (Estrilda astrild) es una especie de ave paseriforme de la familia Estrildidae propia nativa del África Subsahariana, pero ha sido introducida en muchas otras regiones del mundo como animal de compañía. Es fácil de mantener en cautividad. Los escapes producidos han desembocado en poblaciones de aves en zonas donde originariamente no estaba presente.

## Galería de imágenes

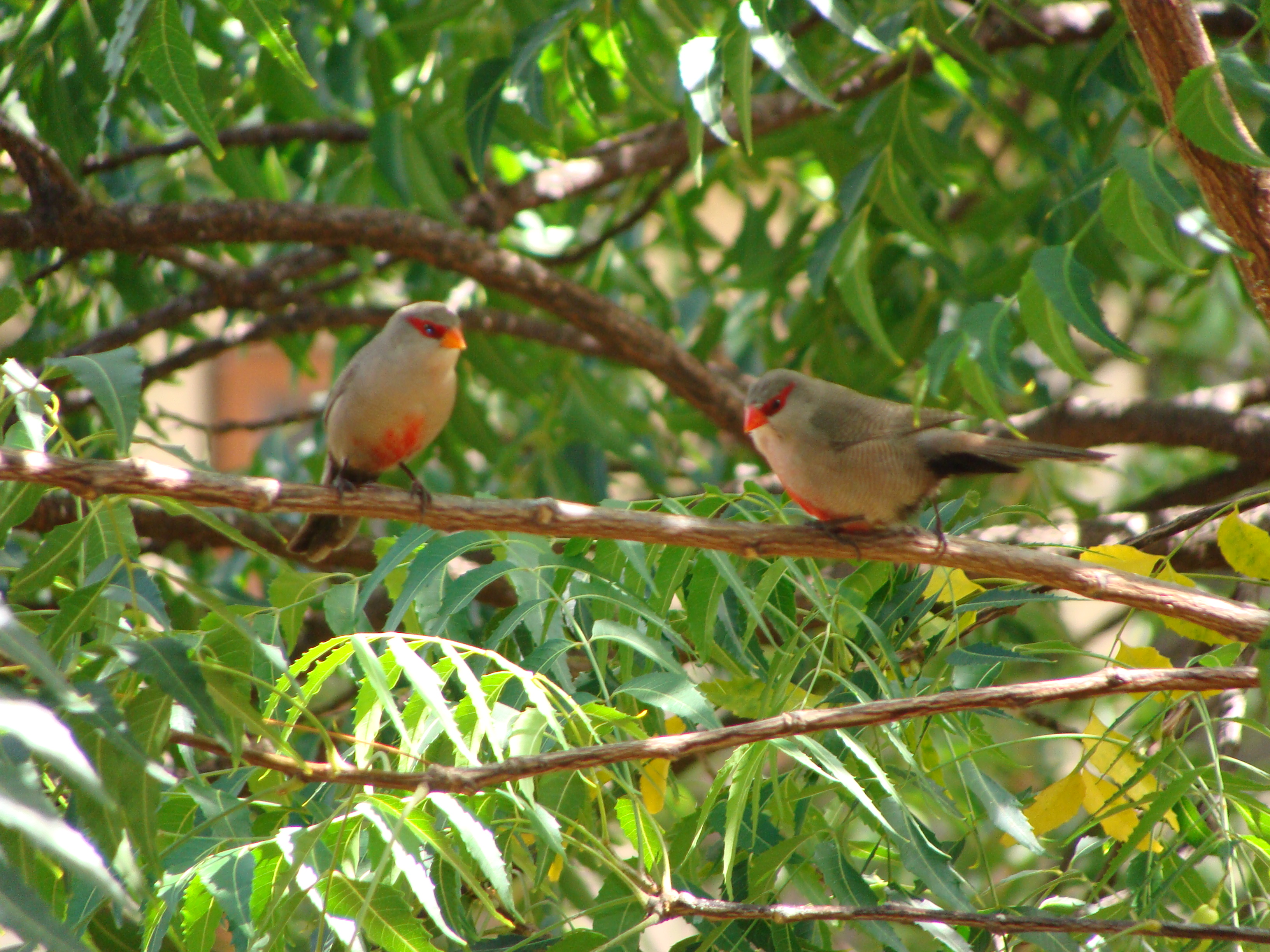
Pico de coral, en isla Ascensión
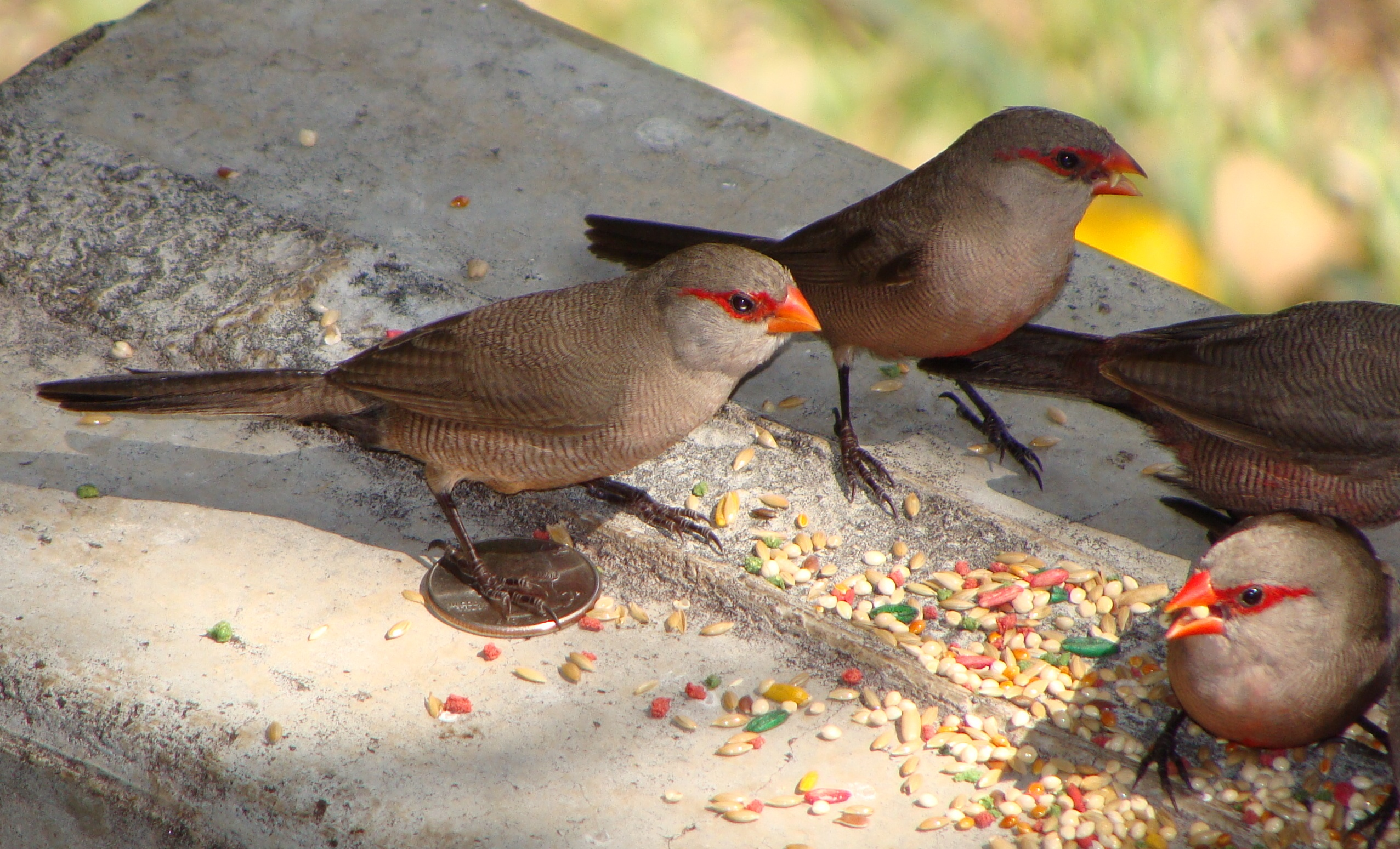
Pico de coral sobre una  moneda, en isla Ascensión
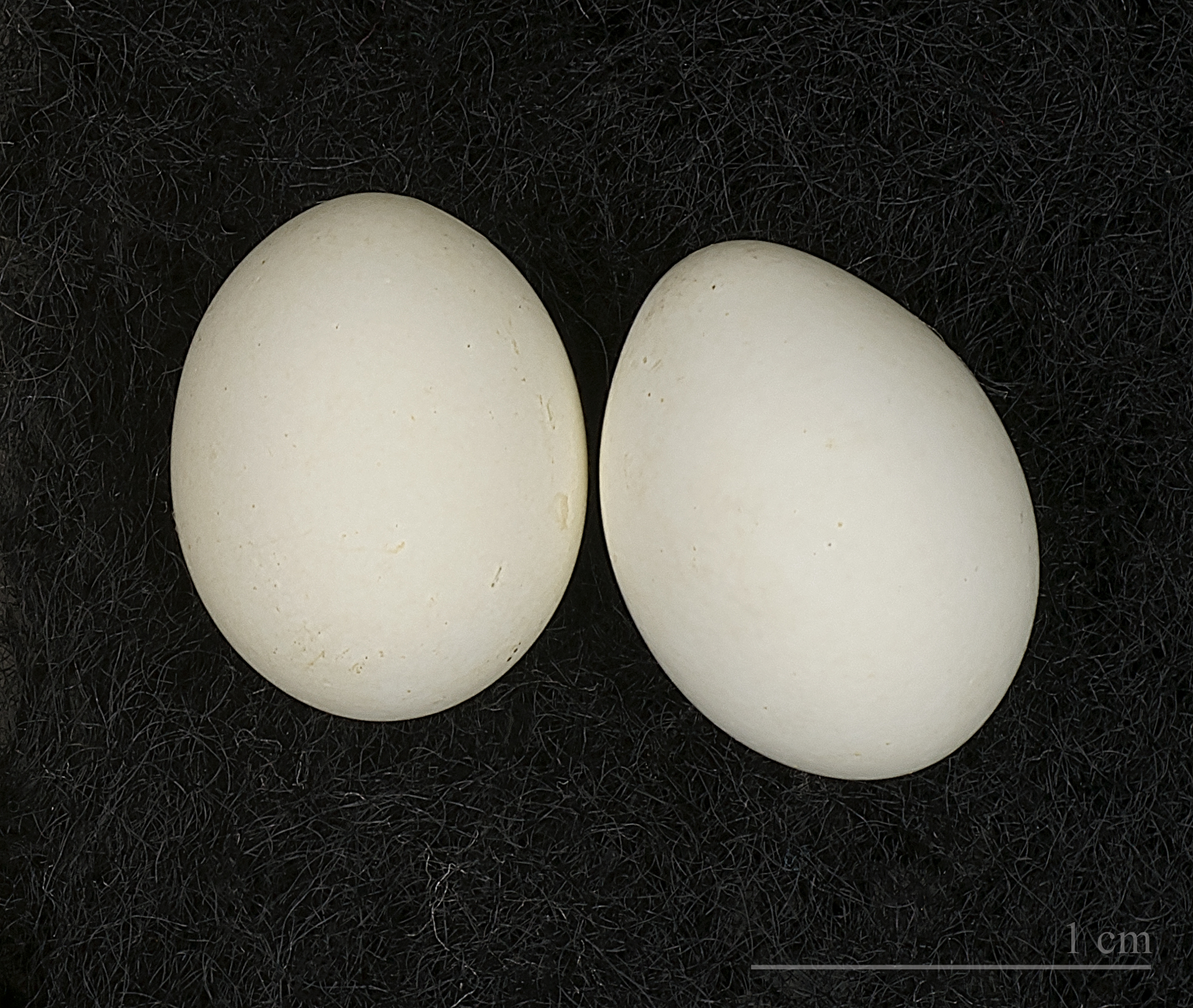
Huevos de  Estrilda astrild

## Carácter invasor en España
Debido a su potencial colonizador y constituir una amenaza grave para las especies autóctonas, los hábitats o los ecosistemas, esta especie ha sido catalogada en el Catálogo Español de Especies exóticas Invasoras, aprobado por Real Decreto 630/2013 de 2 de agosto, estando prohibida en España su introducción en el medio natural, posesión, transporte, tráfico y comercio.